# TUE Série 800 (RFFSA)
O TUE Série 800 (RFFSA) foi um trem unidade elétrico adquirido pela Rede Ferroviária Federal (RFFSA) em 1977, como parte de uma encomenda de 150 trens-unidade para atender aos subúrbios do Rio de Janeiro. Foi aposentado em 2015 pela concessionária SuperVia.

## História
Apesar do crescimento da demanda de passageiros nos subúrbios do Rio de Janeiro na década de 1970, a frota de trens existente era pequena e se encontrava sobrecarregada. A superlotação resultante gerou protestos violentos, depredações de veículos e estações e até acidentes. Após o acidente ocorrido na estação de Magno, a Rede Ferroviária Federal (RFFSA) resolveu investir em um plano emergencial de recuperação de estações, trens, sistemas elétricos e sinalização. Para ampliar a capacidade de transporte, foram adquiridos 150 trens unidade a um custo de 5,8 bilhões de cruzeiros. O maior dos contratos foi assinado em 23 de dezembro de 1977 e previa a aquisição de 120 trens unidade divididos por Cobrasma (30 trens), Mafersa (30 trens) e Santa Matilde (60 trens).
| Fabricante/série          | Quantidade (TUE) | Entrega da primeira unidade | Custo           | Financiador |
| ------------------------- | ---------------- | --------------------------- | --------------- | ----------- |
| Hitachi (Série 500)       | 30               | 11 de maio de 1977          | Cr$ 600 milhões | N/D         |
| Mafersa (Série 700)       | 30               | 27 de fevereiro de 1981     | Cr$ 5,2 bilhões | BNDES       |
| Santa Matilde (Série 800) | 60               | agosto de 1980              | Cr$ 5,2 bilhões | BNDES       |
| Cobrasma (Série 900)      | 30               | agosto de 1980              | Cr$ 5,2 bilhões | BNDES       |
| Total                     | 150              |                             | Cr$ 5,8 bilhões |             |

Para fabricar os 60 trens-unidade, a Santa Matilde se associou às empresas MAN (Alemanha), GEC Traction (Inglaterra) e Villares. As especificações técnicas exigidas pela RFFSA incluíam a fabricação de trens com carroceria em aço inoxidável. Diferente da Mafersa (que fabricava trens inoxidáveis desde a década de 1950) e Cobrasma (que havia adquirido uma licença de fabricação francesa de trens inoxidáveis em 1975 e estava ampliando sua fábrica), a Santa Matilde não possuía recursos para investir nesse método, embora tenha recebido o maior contrato da RFFSA. Assim, ficou acordado que a fabricação de carrocerias e truques seria dividida da seguinte forma:
| Item                   | Fabricante                | Quantidade |
| ---------------------- | ------------------------- | ---------- |
| Carrocerias e estrados | MAN (Nuremberga)          | 80 peças   |
| Carrocerias e estrados | Villares (São Bernardo)   | 160 peças  |
| Truques e engates      | MAN (Nuremberga)          | 168 peças  |
| Truques e engates      | Santa Matilde (Três Rios) | 312 peças  |
| Equipamentos elétricos | GEC Traction (Londres)    | 240 peças  |
| Montagem               | Santa Matilde (Três Rios) | 240 carros |

Após atrasos, por falta de pagamento da RFFSA, primeiro trem (quatro carrocerias) foi fabricado pela MAN em Nuremberga em 1979 e entregue para a Santa Matilde em fevereiro de 1980. A previsão era que até junho mais três trens seriam entregues. Após os testes, os primeiros trens foram entregues para a operação em agosto daquele ano.
A Série 900 deveria ter sido totalmente entregue até 1982 porém, por problemas econômicos da Santa Matilde e técnicos dos trens, as últimas 10 unidades das 60 contratadas foram entregues em 1984.

## Operação

### RFFSA/CBTU (1980-1994)

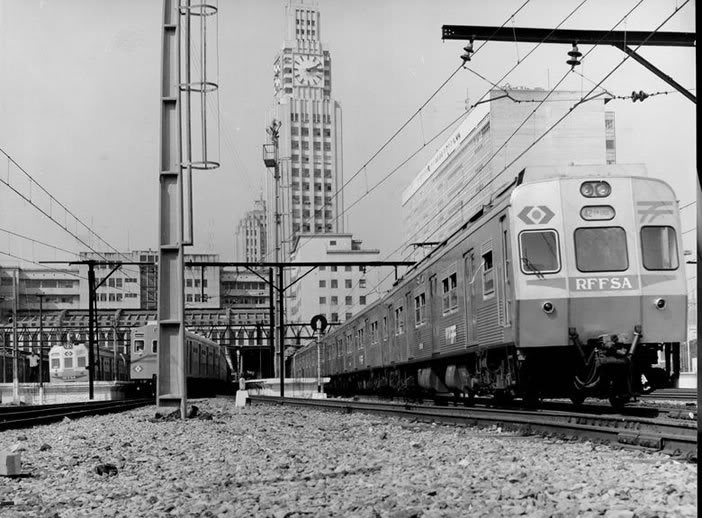
À direta: um dos recém entregues trens da Série 800 (com sua frente original), 1982.

Os primeiros trens entraram em serviço em 1980, porém seu baixo desempenho fez com que 19 fossem devolvidos para a fábrica da Santa Matilde para reparos. Relatórios da RFFSA indicaram falhas nos motores de tração fornecidos pela GEC Traction (que superaqueciam no calor do Rio de Janeiro), soldas defeituosas nas carrocerias construídas pela MAN e erros de montagem/acabamento da Santa Matilde. Em abril de 1982 os trens Série 800 percorreram apenas 208 quilômetros entre falhas (MKBF), abaixo do padrão mínimo de 1000 quilômetros exigido pela RFFSA. Em 1984 os subúrbios da RFFSA foram desmembrados da empresa e incorporados pela recém criada Companhia Brasileira de Trens Urbanos (CBTU).
Durante a década de 1980 a CBTU teve de acionar a Santa Matilde para reparar problemas na ventilação dos motores, sistemas pneumáticos e elétricos dos trens Série 800. Além dos 19 trens reabilitados pela Santa Matilde entre 1981 e 1983, a CBTU teve de reabilitar 5 trens até 1989. Mesmo assim, a CBTU classificou em seus relatórios como baixo o desempenho dos trens das Séries 800 e 900 (Cobrasma): 
| Ano                               | Disponibilidade (%) |
| --------------------------------- | ------------------- |
| 1983                              | 87,3                |
| 1984                              | 86,8                |
| 1985                              | 82,8                |
| 1986                              | 86,5                |
| 1987                              | 80                  |
| 1988                              | 71                  |
| 1989                              | 51                  |
| Disponibilidade média (1983-1989) | 77,91 %             |

Em 1990, a situação da frota da CBTU era precária, com 60% dos trens imobilizados por falta de peças. A falência da Santa Matilde em 1988 (quado ainda reparava alguns trens série 800) e problemas nos manuais dos trens Série 800 (considerados imprecisos), tornaram os serviços de manutenção ineficientes. Naquele ano, 10 carros haviam sido destruídos em acidentes e atos de vandalismo e representavam uma queda de 3 trens-unidade da frota original de 60.

### Flumitrens (1994-1998)
A malha da CBTU no Rio de Janeiro foi estadualizada em dezembro de 1994. Para receber essa malha, o governo do estado do Rio de Janeiro criou a empresa  A Flumitrens herdou os projetos de reforma e remobilização da CBTU. Apesar de ser a maior frota de trens do sistema do Rio, a Série 800 foi preterida pelas Séries 400, 700 e 900 nos planos de reabilitação.
Em 1998 o governo do estado do Rio de Janeiro lançou o Programa Estadual de Transportes (PET). Um dos projetos inicialmente estudados pelo programa foi a reabilitação de 17 trens da Série 800. O projeto foi descartado, dado o alto custo de recuperação frente a uma aquisição de trens novos (equivalente a 70% do valor de trens novos).

### SuperVia (1998–2015)
A malha de trens urbanos do Rio foi concedida para o Consórcio SuperVia em 1998. Posteriormente a Série 800 passou por reforma e modernização (com a troca da máscara frontal), sendo renomeada Série 8000. A Série 8000 operou até meados de 2015, quando foi substituída.
| Ano                | Falhas | Quilometragem percorrida | MKBF           |
| ------------------ | ------ | ------------------------ | -------------- |
| 2010               | 7      | 193680                   | 27669          |
| 2011               | 7      | 247444                   | 35349          |
| 2012               | 7      | 247444                   | 35349          |
| 2013               | 2      | 113066                   | 56533          |
| 2014               | 18     | Não divulgado            | Não disponível |
| 2015 (até outubro) | 4      | Não divulgado            | Não disponível |